# Питомник (Карелия)
Пито́мник — посёлок в составе Медвежьегорского городского поселения Медвежьегорского района Республики Карелия Российской Федерации.

## География
Расположен к северо-востоку от Медвежьегорска, на берегу реки Лумбушка .

## Население
Население учитывается в составе г. Медвежьегорска.

## Инфраструктура
Питомник.

## Транспорт
Автомобильный транспорт.